# Gabriel Tacchino
Répertoire
notamment Francis Poulenc
Gabriel Tacchino [takino], né le 4 août 1934 à Cannes (Alpes-Maritimes) et mort le 29 janvier 2023 à Cagnes-sur-Mer, est un pianiste français de musique classique.

## Biographie
Après avoir étudié au conservatoire de Nice, Gabriel Tacchino se perfectionne auprès de Jean Batalla, Jacques Février, Marguerite Long et Francis Poulenc au Conservatoire de Paris entre 1947 et 1953. Il commence sa carrière de concertiste en 1953. Il est considéré comme l'unique disciple de Francis Poulenc, dont il a donné le premier enregistrement intégral au disque, enregistrement échelonné sur près de vingt ans jusqu'en 1986.
Gabriel Tacchino remporte nombre de grands prix dont les prix Viotti (Vercelli), en 1953, Busoni (Bolzano), en 1954,  Genève, en 1955 (où il est ex æquo avec Malcolm Frager) et Casella (Naples), en 1956,, etc.
C'est Herbert von Karajan qui le remarque et l'invite à jouer avec son orchestre de Berlin ou à la Scala. Il se produira ensuite avec de nombreux chefs, parmi lesquels, Herbert von Karajan, Pierre Monteux, André Cluytens, Erich Leinsdorf, Jascha Horenstein, Riccardo Muti, Paul Paray, Georges Prêtre, Michel Plasson.
Tacchino enseigne au conservatoire de Paris de 1975 à 1994, avant de ne se consacrer qu'à sa carrière de soliste ou de musicien de chambre : il joue avec le violoniste Pierre Amoyal, Bruno Rigutto, Emmanuelle Stéphan pour le piano à quatre mains, le Quatuor Enesco et le Fine Arts Quartet. Il assure en parallèle des master-classes au Canada, au Japon, en Corée et en Suisse.
Il a fondé le festival des Nuits musicales du Suquet à Cannes en 1975 (dont il a été écarté en 2011) et le Festival international de musique classique en 1992 et est le directeur artistique du festival Les Nuits musicales de Notre Dame de Vie à Mougins.
Depuis 2006, il est professeur invité à la University of Fine Arts and Music (Geidai) à Tokyo. Il est titulaire, depuis 2009, d'une classe supérieure et de perfectionnement de piano à la Schola Cantorum de Paris.
Il a enregistré pour les maisons de disques EMI (Poulenc...), Warner-Erato, Vox (Concertos pour piano de Saint-Saëns, avec l'orchestre de Radio Luxembourg dirigé par Louis de Froment) et Vérany.

## Discographie sélective
- Camille Saint-Saëns, Les 5 concertos pour piano et orchestre, Orchestre de Radio Luxembourg, dir. Louis de Froment. Brilliant Classics 2014